# Otospermophilus variegatus
Скелястий ховрах (Otospermophilus variegatus) вид гризунів з родини Вивіркові і є аборигенним видом для Мексики та південно-західної частини США, включаючи такі штати як Невада, Юта, Колорадо, Аризона, Нью-Мексико, Західний Техас і частину Оклахоми (Oklahoma Panhandle).

## Опис
Скелястий ховрах - це один з найбільших представників родини Вивіркові, дорослі особини досягають до 53 см завдовжки.  Шубка ховраха спереду та зверху виглядає плямистою, сіро-коричневого кольору; збоку та знизу сірий колір переходить у більш строкатий чорно-коричневий тон. Вони мають контрастне світле кільце навколо очей та загострені вуха, які виступають над головою. Скелястий ховрах має довгий пухнастий хвіст з білими краями.

## Спосіб життя
Самиця скелястого ховраха дає два приплоди в рік, в одному приплоді від 3 до 9 дитинчат. Перший приплід трапляється зазвичай в період між квітнем-червнем, а другий приплід в серпні-вересні. 
Скелясті ховрахи активні рано вранці і пізно ввечері коли тепло. Коли стоїть спекотна погода, вони  впадають в літню сплячку. Вони соціальні тварини і живуть колоніями, які складаються з декількох самиць і одного домінантного самця, який захищає групу від інших дорослих самців. Підлеглі самці ховаються на зовнішніх межах території яку займає колонія. 
Скелясті ховрахи копають нори за допомогою гострих кігтів та м'язистих ніг. Нора - це притулок, захист, житло і комора для харчів. Система нір може бути дуже складною і довгою, тому що вони подовжуються з року в рік. Входи зазвичай сховані між камінням і можуть бути більше ніж 3 дюйми в ширину. В північних ареалах скелясті ховрахи впадать в зимову сплячку впродовж найхолодніших місяців року. В південних ареалах ховрахи не впадають в сплячку взагалі.
Вони можуть витримувати довгий час без води, іноді до 100 днів.
Коли налякані вони видають короткий різкий свист.

## Харчування
Скелястий ховрах переважно травоїдний, поїдає в основному листя, стебла, насіння, безхребетних та малих хребетних тварин. Також вони їдять жолуді, кедрові горіхи, плоди місцевих рослин, різноманітні трави, мескіт, ягоди ялівцю, агаву та кактуси. Серед безхребетних вони їдять в основному коників, жуків та земляних хробаків, також серед хребетних вони включають в раціон пташенят дикого індика та іншу дичину. Скелястий ховрах також може поїдати особин власного виду - поїдаючи останки вже мертвого ховраха. Їх раціон змінюється в залежності від сезону, вони звикають до того, що доступно на їх місцевості.
Скелястий ховрах збирає їжу кожен день, лазячи по деревам, кущам та шукаючи їжу на землі. Ховрахи збирають великий об'єм їжі в своїх щокових мішечках, які є доволі великими. Один дослідник нарахував 62 жолудя дуба Гамбела, яка переносив один ховрах в своїх щоках. Вилазки для збору зазвичай короткі і в середньому не довше 12 хвилин. Більшість пошуків їжі відбуваються впродовж ранкових годин для того щоб уникнути найспекотнішої частини дня. Вони з'їдають деяку частину їжі одразу і переносять значну кількість порції на пункт спостереження чи в нору, де можна безпечно спожити залишок їжі.

## Хижаки
Різні змії, хижі птахи, та інші ссавці (рись, котофредка смугастий, сіра лисиця, єнот, койот, борсук, домашні коти і собаки) які полюють на скелястого ховраха. Відомо, що люди також споживають ховраха в їжу. Також іноді люди сприймають скелястого ховраха як шкідника, що призводить до вбивання чи вивезення ховрахів. 
Скелястий ховрах демонструє різну захисну поведінку щодо хижаків. Наприклад, коли змія близько, вони роблять загрозливі рухи та навіть можуть кидати предмети в змію. Вони часто їдять, відпочивають та приймають сонячні ванни на деревах, високому камінні чи пнях - це дозволяє їм вартувати на хижаків та подавати сигнал тривоги для інших ховрахів. Також вони виділяють мускусний секрет з анальних гланд у випадку нападу хижака.